# Los Chikos del Maíz
Los Chikos del Maíz es un trío de rap político formado por los MC's Nega y Toni el Sucio, junto con el DJ Plan B. Las letras del grupo abordan temas como la monarquía, la crítica social, la situación laboral o la escena del hip hop en España. El grupo se caracteriza por tener unas letras ácidas, en las que el sarcasmo se entrelaza con las referencias literarias, cinematográficas, políticas y de la cultura popular. Sus miembros se han declarado marxistas y antifascistas, tanto a través de sus canciones como en diferentes entrevistas. Sus canciones han atraído la atención, tanto de jóvenes que se identifican con ideologías de izquierdas, como de jóvenes que no lo hacen, esto debido a su acidez y a la utilización de humor negro.
El nombre del grupo proviene de uno de los relatos titulado Los chicos del maíz (Children of the Corn) que forma parte del libro de compilación de relatos cortos El umbral de la noche (Night Shift) escrito en 1977 por Stephen King, del que se adaptó una serie de películas de terror iniciada en 1984 con Children of the Corn.

## Biografía
El grupo nace de la unión en el año 2005 de El Toni, perteneciente entonces al grupo La Nota Más Alta, y El Nega, quien formaba parte entonces del grupo 13 Pasos. Posteriormente comienzan a enviarse rimas vía messenger y descubren que tenían una forma de pensar semejante. Ese mismo año sale a la luz la maqueta Miedo y asco en Valencia (cuyo título hace referencia a la película Miedo y asco en Las Vegas) con la que se dan a conocer y a partir de la cual organizan varios conciertos en la provincia de Valencia. Dos años más tarde, el grupo publica la maqueta A D10s le Pido, dedicada al futbolista Diego Maradona. Tras esta maqueta su popularidad crece y comienzan a dar conciertos en diferentes puntos de la geografía española.

## Carrera
En 2008, Nega publica en solitario la maqueta Geometría y Angustia, que se convirtió en un gran éxito de descargas en Internet. En el tema de esta maqueta «Vais a tragar saliva», la instrumental es un sampler de «Die Another Day» de Madonna. Un año después, en 2009, Nega anuncia el fichaje por un sello discográfico y la preparación del esperado Pasión de Talibanes. Ese mismo año, tras la ola de detenciones de miembros de Segi, Los Chikos del Maíz publican un manifiesto proclamando su solidaridad con los detenidos.
El 24 de diciembre de 2010, el grupo publica una felicitación navideña en la que incluyen material inédito y en el que aparece Carlos Azagra. Al año siguiente, el 7 de febrero de 2011, Los Chikos del Maíz sacan un adelanto del disco Pasión de talibanes, llamado «Confesiones». Un mes después, sacan su primer videoclip «El de en medio de los Run DMC», coincidiendo con el 80.º aniversario de la II República Española. El disco vio la luz finalmente el 31 de mayo de ese mismo año de la mano de Boa Music, alcanzando el puesto 48 en la lista Promusicae de los discos más vendidos en España. En noviembre, el grupo visita Venezuela, participando en el festival urbano Aragua lo tiene todo, que tuvo lugar en la ciudad venezolana de Aragua. En una entrevista a la revista Hip Hop Nation aseguran que aprendieron mucho en este viaje y quedaron muy sorprendidos con el proceso revolucionario que se desarrolla actualmente en la República Bolivariana de Venezuela.
Durante el año 2012, Los Chikos del Maíz visitaron en agosto Colombia para clausurar en la ciudad de Cartagena de Indias El Cabildo Nacional de Juventud, dentro de las movilizaciones de la Marcha Patriótica, movimiento político y social de corte popular y bolivariano de reciente creación en el país sudamericano. El 4 de septiembre, lanzan una reedición del álbum Pasión de talibanes, acompañado de un DVD documental con entrevistas y conciertos, y tres temas inéditos: «Cultura y compromiso», «El secreto del acero» y «Terrorismo».
Los dos años siguientes, en 2013, el grupo publica una nueva maqueta como "regalo de reyes" junto a la banda de hardcore punk Habeas Corpus, titulada United Artists of Revolution bajo el sobrenombre de Riot Propaganda (es un proyecto político y contracultural), que fue grabada en Corleone Estudio en diciembre del 2012. Al año siguiente, en 2014, sacan su segundo disco La Estanquera de Saigón junto a un libro con textos de políticos como Alberto Garzón de Izquierda Unida (IU), Pablo Iglesias, secretario general de Podemos, Tania Sánchez Melero, miembro de Convocatoria por Madrid y Diputada de Podemos, entre otras personalidades de la izquierda española.
En 2016 anuncian un parón temporal con motivo de su nuevo álbum y posterior gira con Riot Propaganda. Su último concierto fue el 31 de diciembre de 2016.
Tras un parón de más de dos años, vuelven con su nuevo sencillo «Barrionalistas» el 12 de abril de 2019. Finalmente el 4 de octubre de 2019, lanzan su nuevo (y sexto) álbum, Comanchería y anuncian una nueva gira que les llevará por toda España y Latinoamérica entre finales del 2019 y todo el 2020. En esta nueva gira se centran en volver a las pequeñas salas de conciertos, donde existe una mayor cercanía con el público.

### Estilo
Los Chikos del Maíz se caracterizan dentro del movimiento hip-hop por sus constantes alusiones a temas de actualidad política y al uso de referencias culturales, destacando las referencias cinematográficas. Ambos integrantes defienden la libertad de expresión y han manifestado abiertamente opiniones contrarias a la Iglesia, a la monarquía y al capitalismo.
Su cultura está altamente asociada a la de grupos marxistas, donde gozan de gran popularidad. Se mantienen más fieles a la corriente que utiliza el rap como canción protesta que a la corriente que utiliza el movimiento hip-hop para un desarrollo lírico, musical y creativo.

## Polémica
El 7 de abril de 2010, Los Chikos del Maíz se proponían dar un concierto en un festival organizado por Izquierda Unida (IU) en Sevilla con motivo del aniversario de la II República, cuando el Partido Popular (PP) de la ciudad, y la Asociación de Víctimas del Terrorismo (AVT) denunciaron al grupo por enaltecimiento del terrorismo y pidieron al Ayuntamiento de Sevilla que prohibiese el concierto. El PP y la AVT justificaban la denuncia basándose en la letra de las canciones «Trabajador@s», «A D10s le pido» y «Spain is different», incluyendo como «proterroristas» frases como las siguientes: «¿Te emocionó el vuelo de Pedro Duque? A mí el de Carrero Blanco» (en «Spain is different»), «Me duele el 11 de septiembre no por las Torres Gemelas sino por el derrocamiento de Allende» (en «A D10s le pido»), «Ortega Lara no era ningún pacifista, cambió de carcelero, a contorsionista» (en «Spain is different») y «El golpe de Tejero fue un montaje del rey» (en «Trabajador@s»).
Los Chikos del Maíz publicaron un manifiesto en el que declaraban que ellos en todo momento han condenado las acciones armadas de ETA, y que se trataba simplemente de humor negro. El concierto se llevó a cabo sin incidentes y con cerca de 4.000 asistentes según el consistorio sevillano. Tras ello, el PP sevillano y diferentes medios conservadores, encabezados por la exalcaldesa y eurodiputada Soledad Becerril, pidieron la dimisión del alcalde Alfredo Sánchez Monteseirín por permitirlo. Finalmente, el juez Fernando Andreu de la Audiencia Nacional optó por archivar la denuncia, aunque José Alcaraz declaró en la cadena COPE que recurrirían y llegarían hasta el final.
Según declararon los mismos Chikos del Maíz, recibieron amenazas de muerte de grupúsculos neonazis y/o fascistas.
El 10 de enero de 2020 los Chikos del Maíz tenían programado un concierto en Salamanca. Este concierto estaba dentro de una programación municipal. Sin embargo unos días antes, el 2 de enero, el Ayuntamiento de la ciudad decide cancelar el concierto alegando la incitación a la violencia en las letras de las canciones del grupo. El grupo respondió cerrando un concierto en la ciudad, en la misma fecha y hora en una sala privada. Además donaron los 500€ de indemnización por romper el contrato a la Asociación para la Recuperación de la Memoria Histórica y declararon que el Ayuntamiento había cometido un claro acto de censura.

## Discografía
- 2005: Miedo y asco en Valencia
- 2007: A D10s le Pido
- 2011: Pasión de talibanes
- 2014: La Estanquera de Saigón
- 2016: Trap Mirror
- 2019: Comanchería
- 2021: David Simon
- 2022: YES FUTURE